# Мітчик (ловильний інструмент)

Універсальний ловильний мітчик для НКТ

Мітчик (ловильний інструмент) (рос. метчик; англ. fishing tap, rotary taper; нім. Markierer m, Stempler m, Zeichner m, Gewindebohrer m) — ловильний інструмент у вигляді гвинта, який призначений для вловлювання труб, що впали у свердловину при бурінні та при капітальному ремонті свердловини шляхом нарізування внутрішньої різі.
Інша назва — Мі́тчики експлуатаці́йні (Гайкорі́зи), (рос. метчики эксплуатационные (гайкорезы); англ. non-releasing collar grabs; нім. Gewindebohrer m pl) — ловильні інструменти врізного типу, які призначені для виловлювання за внутрішню поверхню залишеної у свердловині колони труб, яка закінчується зверху муфтою чи замком або потовщеною частиною труби.